# Louis Etcheto
 (juin 2013).
Si vous disposez d'ouvrages ou d'articles de référence ou si vous connaissez des sites web de qualité traitant du thème abordé ici, merci de compléter l'article en donnant les références utiles à sa vérifiabilité et en les liant à la section « Notes et références ».
Pour le joueur français de rugby à XV, voir Vincent Etcheto.
Louis Etcheto dit « Chipitey » est un écrivain français né à Bayonne le 7 octobre 1909 et mort dans la même ville le 18 février 2005.

## Biographie
Né en 1909 dans une famille venue du Pays basque, Louis Etcheto devient durant plusieurs décennies une figure marquante du quartier populaire du Petit Bayonne, où il tient le café familial pendant presque un demi-siècle. Bénévole et dirigeant sportif au sein de l’Aviron bayonnais et de la Fédération française de pelote basque, sa notoriété s’étend à l’ensemble du Pays basque. 
Sous son nom de plume de « Chipitey », il est l’auteur de chroniques dans le magazine « Pilota » et de plusieurs ouvrages évoquant l’histoire de la pelote basque et celle de la vie bayonnaise au XXe siècle.
Louis Etcheto est le cousin germain de Jean Etcheto, journaliste et écrivain, et grand-père de Vincent Etcheto, entraineur de rugby, et d’Henri Etcheto, historien et homme politique bayonnais.

## Ouvrages
- Ils étaient les meilleurs, Anglet, 1985 (Porché), 353 p.
- Bistrot, rue Pannecau, Bayonne, 1992 (Elkar), 410 p.
- La Capote bleue, 1930-1940, Biarritz, 1999 (Atlantica), 216 p.